# 멜라니 스크로파노
멜라니 스크로파노(Melanie Scrofano)는 캐나다의 배우이다.